# Бабай (фільм, 2014)
«Баба́й» — український анімаційний фільм-фентезі, знятий Мариною Медвідь на студії «Укранімафільм». Фільм розповідає про чарівну дівчинку, яка шукає своїх батьків, викрадених Бабаєм.
Прем'єра стрічки в Україні відбулась 18 грудня 2014 року. Вважається першим українським повнометражним анімаційним фільмом, який вийшов у широкий прокат України.

## Сюжет
Старий казкар розповідає малечі історію про птаха Алконоста, який раз на сто років зносить яйце, що виконує одне будь-яке бажання його власника. Яйце дістається тому, хто переможе в перегонах, в яких беруть участь: Відьма, котра хоче собі доньку, Змій Горинич, який хоче тіло для кожної зі своїх голів, і Вій, який хоче собі купу діамантів. Але несподівано яйце викрадає Бабай.
Розлючена Відьма посилає забрати яйце закоханого в неї Чорта, але його ловить на гарячому Бабай. Між ними зав'язується сутичка, в ході якої яйце падає у колодязь. Бабай наказує Чорту його відшукати.
Тим часом яйце опиняється в дідуся з бабусею і через деякий час з нього вилуплюється немовля, яке за тиждень зростає до дівчинки-підлітка. Її називають Світланкою-Зорянкою.
Чорт знаходить шкаралупу яйця і разом з Бабаєм навідується до дідуся з бабусею. Але останні відмовляються говорити про яйце та Світланку-Зорянку, якої в цей час не було вдома, і Бабай забирає їх з собою до своєї схованки. Дізнавшись що сталося, Світланка-Зорянка вирушає на пошуки батьків. Дорогою вона натрапляє на хатку на курячій лапці, де живе Кіт з Відьмою, якої у цей немає вдома. Кіт розказує дівчинці, що його кинула Відьма заради Чорта, котрий приніс їй шкаралупу від яйця, і разом вони вирушили до Вія за весільними обручками. Відчайдушний Кіт вирішує піти у подорож разом зі Світланкою-Зорянкою, під час якої вони зустрічають Змія Горинича, котрий перешкоджає їм дорогу, доки ті не розгадують його загадки.
Нарешті Світланка-Зорянка знаходить схованку Бабая і вимагає від її господаря відпустити дідуся з бабусею. Бабай відмовляється і між ними зав'язується сутичка із залученням чарів. Врешті-решт перемогу отримує Світланка-Зорянка, яка звільняє дідуся з бабусею.
Старий казкар, завершивши свою історію, перевтілюється у Бабая і лякає всіх дітей.

## У ролях
Для озвучення українською для кінопрокату в Україні долучилися наступні актори:
- Рада Бєлова — Світланка-Зорянка
- Ірма Вітовська — Відьма
- Остап Ступка — Чорт
- Олеся Чечельницька — Алконост, дівчатка-близнята, жахи
- Катерина Буцька — Великий хлопчик
- Андрій Федінчик — Миша
- Євген Пашин — Дід
- Ольга Радчук — Баба, Коза
- Олена Бліннікова — Кура
- Мирослав Кувалдін — Кіт
- Борис Георгієвський — Казкар, Бабай
- Володимир Мойсеєнко — Змій Горинич (1-ша та 2-га голови)
- Володимир Данилець — Змій Горинич (3-тя голова)
- Андрій Середа — Вій, перевізник

Для озвучення російською для кінопрокату в Росії, головних героїв, Бабая та Відьму, озвучили Потап та Настя Каменських.

## Виробництво

### Зйомки
Розробка проєкту під робочою назвою «Хто боїться дядечка Бабая?» почалась у 2007 році. Сценаристом був обраний Вадим Шинкарьов, режисером — Наталя Марченкова, композитором — Олександр Спаринський, художниками-постановниками — Едуард Кирич та Ірина Смирнова. Озвучувати головних героїв довірили Анатолію Барчуку, Віктору Андрієнко, Валерію Чигляєву, Віктору Семирозуменко, Олександру Бондаренко та іншим.
2011 року Держкіно та «Укранімафільм» підписали додаткову угоду і проєкт перезапустився з новим режисером (Мариною Медвідь) і повністю новою командою. Після цього робота над фільмом тривала 2 роки. За словами продюсера Едуарда Ахрамовича завершено стрічку було «на чистому ентузіазмі команди», оскільки за весь час роботи курс гривні постійно змінювався. Фільм був виконаний у класичній мальованій анімації на студії «Укранімафільм». Аніматорами було намальовано понад 100 тисяч малюнків. Над діалогами працювала письменниця Софія Андрухович, додавши їм особливої автентичності.
За часів незалежності України «Бабай» став першим українським повнометражним анімаційним проєктом, який вийшов на широких екранах країни.

### Кошторис
Фільм переміг на одному з перших пітчінгів Держкіно і у 2008 році йому обіцяли кошторис у розмірі 9 мільйонів 600 тисяч гривень (за тодішнім курсом У ~4,5 UAH/USD це відповідало десь $2 млн.) Пізніше бюджет скоротили до 7,8 мільйона гривень, а кінцевий бюджет становив 7,1 млн грн. (еквівалент трохи менше $1 млн. за тодішнім обмінним курсом) Фільм був профінансований Держкіно на 100 відсотків..

## Реліз
10 лютого 2015 року «Бабай» презентували на Європейському кіноринку 65-го Берлінського міжнародного кінофестивалю в рамках Українського національного стенда.

### Кінопрокатний реліз в Україні

#### Рекламна кампанія
Промокампанію «Бабаю» здійснювали телеканали групи Inter Media Group: «Інтер», «Піксель TV», К1, К2, Enter Film і НТН. За словами продюсера фільму Едуарда Ахрамовича реклама відбувалась на партнерських засадах — без залучення коштів. Також за партнерською програмою трейлер було показано на «Малятко TV» та на інтернет-сайтах.
Перед початком прокату продюсер Едуард Ахрамович заявив, що одна гривня з кожного проданого квитка буде спрямована на допомогу дітям-переселенцям. З першого дня прокату в соціальних мережах на офіційній сторінці студії «Укранімафільм» почалася промоакція #Бабайдітям для інформаційної підтримки цієї акції. Оскільки за 6 тижнів прокату фільм переглянуло майже 58 тисяч кіноманів і відповідно було продано майже 58 тисяч квитків, тож в кінцевому результаті було зібрано майже 58 тисяч гривень на допомогу дітям-переселенцям.

#### Прокат в Україні
31 жовтня 2014 року у кінотеатрі «Україна» відбулась презентація головних героїв «Бабая» та прес-конференція за участю творців і акторів.
Фільм вийшов в прокат в Україні 18 грудня 2014 року.

### Кінопрокатний реліз за кордоном

#### Кінопрокатний реліз в Росії та в окупованих Росією Криму та Східній Україні
За словами генерального директора «Укранімафільму» і продюсера фільму Едуарда Ахрамовича контракт з Росією щодо прокату був підписаний ще 2013 року та до початку Російської збройної агресія проти України в Криму та на Донбасі. Ахрамович заявив: «Прокат був під зривом, але ми це зробили. Чому? По-перше, це культурний експорт, який існує поза політикою. Ми розуміли, що на території Росії проживають люди, які не байдужі до нашої культури і анімації у тому числі».
Фільм вийшов в широкий український прокат у Росії та в окупованих Росією Криму та Східній Україні 11 грудня 2014 року.

#### Кінопрокатний реліз в Білорусі та Казахстані
Фільм вийшов в широкий прокат у Білорусі та Казахстані  11 грудня 2014 року.

### Прем'єра на телебаченні та VOD
Телевізійна прем'єра фільму в Україні відбулася на телеканалі Інтер 24 січня 2015 року.. У січні 2015 році фільм також став доступний для онлайн-перегляду на VOD-платформі Megogo.net.

## Сприйняття

### Касові збори

#### В Україні
Виробники фільму сподівалися, що стрічка збере в Українському бокс-офісі 8 мільйонів гривень, але в кінцевому результаті збори були трохи менше 2 мільйонів.
За перші вихідні прокату в Україні «Бабай» посів 3-тє місце: фільм подивилось 25 556 глядачів на 99 екранах, що принесло йому 959 183 гривні. Вперше в історії новітнього українського прокату одразу дві вітчизняні стрічки («Бабай» і «Поводир») знаходились у першій десятці бокс-офісу України, на які у сукупності за вікенд було продано 30 тисяч квитків, що складало 13 відсотків глядацької аудиторії (від загальної аудиторії фільмів топ-десятки).
За другі вихідні збори фільму впали на 62 відсотки, внаслідок чого він опустився на 6 місце: «Бабая» подивилось 10 639 глядачів на 85 екранах, що принесло йому ще 362 615 гривень. За другий вікенд глядацька аудиторія «Бабая» і «Поводиря» впала до 7 відсотків, а в грошовому вираженні — до 4.
Всього стрічка протрималася 8 тижнів в українському кінопрокаті і зібрала 1 мільйон 931 тисяч гривень, а загальна кількість проданих квитків — 58,1 тисяч.

#### В Росії/СНД
У Росії та інших країнах СНД (окрім України) «Бабай» вийшов 11 грудня 2014 року — на тиждень раніше, ніж в Україні.. Стрічка протрималася 3 тижні в російському прокаті та загалом зібрала 1,3 мільйона рублів (приблизно 400 тис. гривень).

### Відгуки кінокритиків
Українські кінокритики дали переважно негативну оцінку фільму. Зокрема, критик видання «Insider» Вікторія Хоменко підкреслила, що анімаційний фільм «Бабай» став жорстоким випробуванням для глядацьких нервів, нагадавши про жаливі технічні аспекти фільму, де від «психоделічних» кольорів стрічки сліпить очі, та незрозумілий та непослідовний сюжет. Критик видання Zaxid.net Любко Петренко також негативно відгукнувся про стрічку, дорікнувши їй «кислотними кольорами» та нецікавим сюжетом. Коментуючи гучні заяви виробників фільму щодо можливості збору стрічкою чималої каси, критик видання «Україна молода» Олена Коваль заявив «…не варто жити в ілюзії. Коли обличчя героїв у „Бабаї“ до болю асоціюються з „Машею і Ведмедем“, коли у світі медіа, в якому вже навіть немовлята з рук не випускають планшетів, у картині відсутня сучасна комп'ютерна графіка, а форматом 3D і не пахне, коли у мультфільмі для діток Вій мацає за груди Відьму, тоді про яку касу можна говорити?».
Загалом, згідно з опитуванням видання «Бюро української кіножурналістики» українських кінокритиків щодо підсумків кінороку в Україні, вони назвали «Бабая» однією із найгірших стрічок 2014 року.

## Продовження
У грудні 2014 року продюсер Едуард Ахрамович заявив, що в планах є зняти продовження «Бабая» і однойменний телесеріал.